# Dirce lunaris
Dirce lunaris är en fjärilsart som beskrevs av Edward Meyrick 1890. Dirce lunaris ingår i släktet Dirce och familjen mätare. Inga underarter finns listade i Catalogue of Life.